# Scaphyglottis acostaei
Scaphyglottis acostaei là một loài thực vật có hoa trong họ Lan. Loài này được (Schltr.) C.Schweinf. miêu tả khoa học đầu tiên năm 1941.